# 守口市立橋波小学校
守口市立橋波小学校（もりぐちしりつ はしばしょうがっこう）は、大阪府守口市にあった公立小学校。少子化を受けて2018年に守口市立三郷小学校と統合する形で廃校となった。跡地は守口市立さくら小学校に転用されていたが、さくら小学校は2021年から旧三郷小学校跡地へ移転した。

## 沿革
- 1953年 - 守口市立三郷小学校より分離し開校
- 1965年 - 守口市立錦小学校の開校に伴い、従来の校区の一部を錦小学校校区へ分離
- 2018年
  - 3月31日 - 守口市立三郷小学校との統合により廃校
  - 4月1日 - 守口市立さくら小学校が開校

## 通学区域
- 守口市 橋波西之町・橋波東之町、大宮通・菊水通（国道163号以西）、西郷通（市道東西橋波31号線以東）
  - 西郷通3丁目の一部は、守口市立寺方小学校との調整区域であった。

## 卒業生進学先
- 守口市立樟風中学校

## 交通
- 京阪本線 西三荘駅 南へ約660m。